# إيمي هود
إيمي هود (بالإنجليزية: Amy Hood)‏ هي سيدة أعمال أمريكية، ولدت في عقد 1970 في ناشفيل في الولايات المتحدة.